# Рогатка (заграждение)

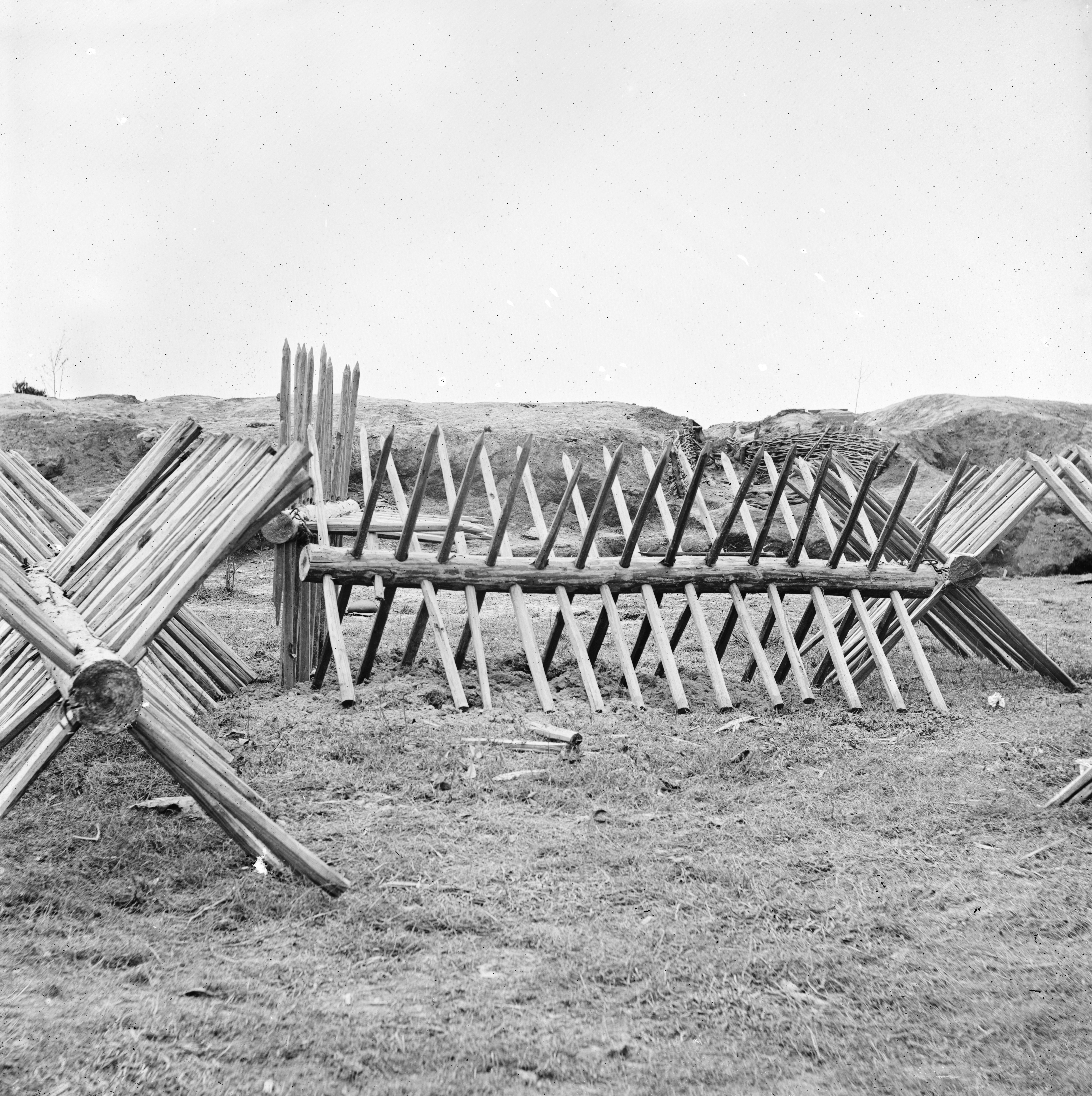
Рогатки в обороне войск конфедератов во время боёв при Питерсберге.

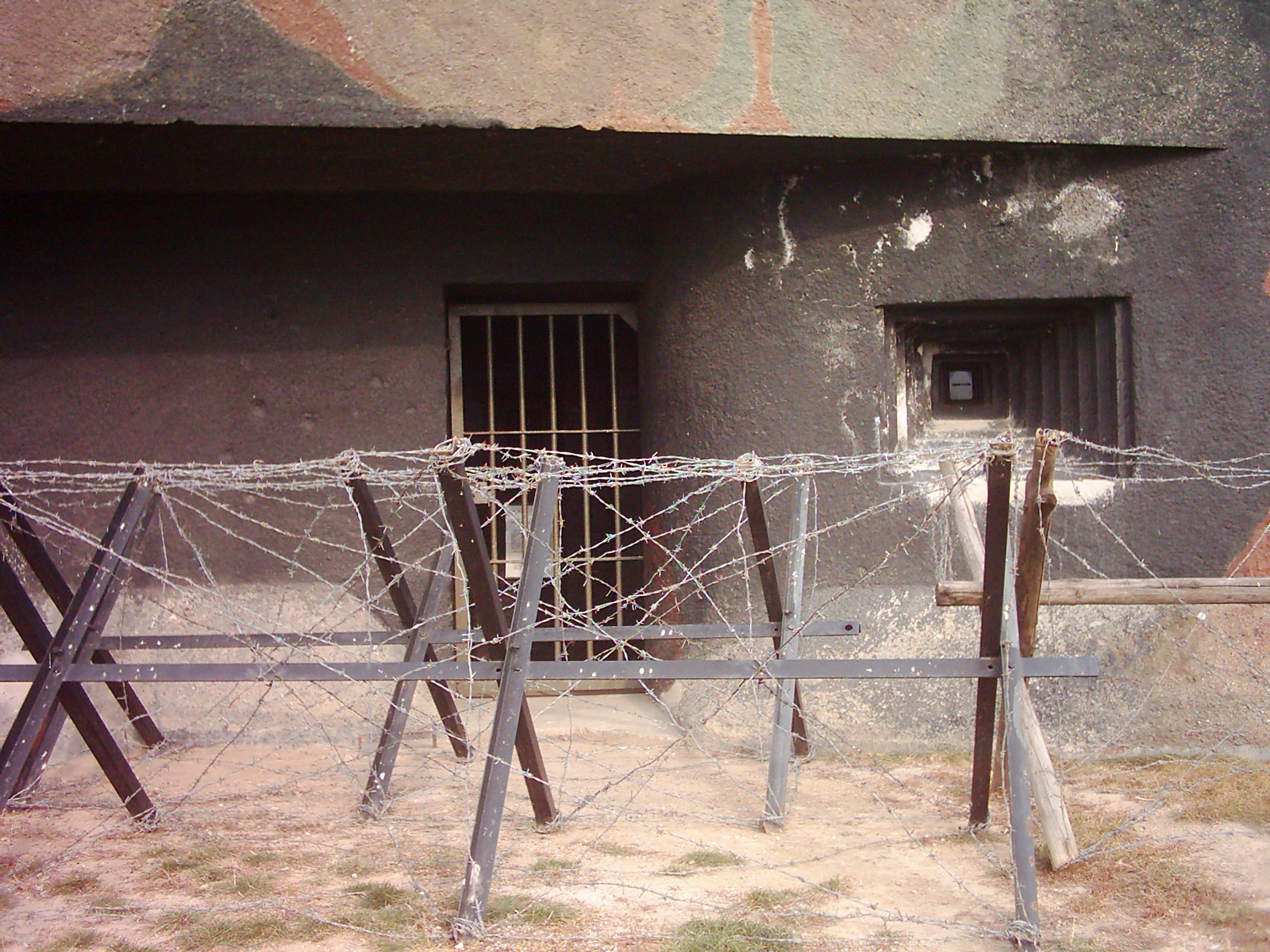
Рогатки из стальных уголков с колючей проволокой.

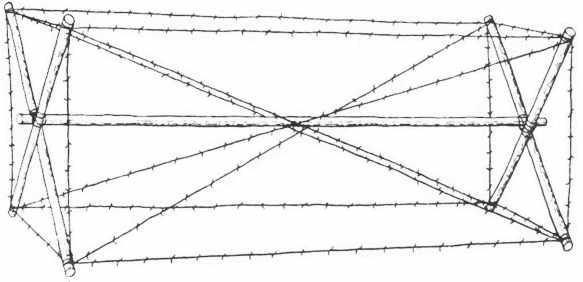
Рогатка с колючей проволокой.

Рога́тка — искусственное препятствие, лёгкое оборонительное заграждение, конструкция из перекрещенных и скреплённых (связанных) между собою деревянных бруса и кольев (обычно заострённых), современная рогатка может быть дополнительно оплетена колючей проволокой. 
Согласно словарю В. И. Даля, рогатка — «продольный брус со вдолблёнными накрест палисадинами, для преграды пути» и «Околица, окоп, огорожа вкруг города, с проездами». В частности, рогатки использовались для перекрывания проезжей части на заставах, потому заставу также могли называть рогаткой. В переносном смысле рогатка — препятствие, «ставить рогатки» — создавать препятствия, помехи.

## История
В периоды развития цивилизаций и своей истории человечество (общества и государства) использовало различные естественные и искусственные препятствия для своей защиты от агрессивных соседей. Главным образом искусственные препятствия устраивались людьми, из подручных материалов, около важнейших точек своей обороны и вообще в тех местах и случаях, когда это подсказывалось обстановкой, позволяло время и средства.
В военном деле, как искусственные препятствия Рогатки устраивались и устраиваются при укреплений полевых позиций войск (сил), также как и при усилении долговременных укреплений, чтобы задержать атакующего под близким и метким огнём и тем расстроить его и обеспечить себя от штурма.
Рогатки использовались во время Кожуховского похода, в 1694 году, когда русский государь Петр Алексеевич организовал, со своими сподвижниками, первые крепостные (инженерные) манёвры русских войск, у села Кожухово.
Также рогатки сыграли значительную роль во время Прутского похода Петра Первого. 19 июля 1711 года во время движения колонн с опасных сторон окруженные русские войска прикрывались от турецкой конницы рогатками, которые несли солдаты на руках. На следующий день турки контратаковали, но были остановлены ружейными залпами на линии рогаток. Польский генерал Понятовский, наёмный военный советник у турок, лично наблюдал сражение и позже написал:
Янычары… продолжали наступать, не ожидая приказов. Испуская дикие вопли, взывая по своему обычаю к богу многократными криками «алла», «алла», они бросились на неприятеля с саблями в руках и, конечно, прорвали бы фронт в этой первой мощной атаке, если бы не рогатки, которые неприятель бросил перед ними. В то же время сильный огонь почти в упор не только охладил пыл янычар, но и привёл их в замешательство и принудил к поспешному отступлению.
На начало XX столетия, Рогатки относились к переносным препятствием из дерева и железа, как и шахматные колья, засеки, палисад и штурмфалы, ежи и доски с гвоздями.
В России, на начало XX столетия, рогатки высотой ½-аршина и длиной 1½ — две сажени, состояли из двух или трёх крестовин из жердей и связывающей их поперечины; по ребрам и диагоналям рогатка оплеталась колючей проволокой. При устройстве самостоятельных препятствия, их располагали, применительно к окружающей местности.

## Санкт-Петербург
Рогатки, использовавшиеся в Санкт-Петербурге в качестве пропускных кордонов, дали названия историческим местностям Ближняя Рогатка, Средняя Рогатка и Дальняя Рогатка.